# David Dayan Fisher
David Dayan Fisher est un acteur, auteur et artiste britannique né le 6 juin 1967 dans le nord de Londres. 
Comme acteur, il a joué Shaw, le premier homme de main de Ian Howe dans Benjamin Gates et le Trésor des Templiers, Michael Sowerby/Raz dans The Bill et il est également apparu dans plusieurs séries télévisées comme 24 heures chrono, Los Angeles : Division homicide ou encore Numb3ers. Il est également connu pour avoir joué le rôle récurrent de Trent Kort dans NCIS : Enquêtes spéciales.
Réputé pour sa voix, Fisher a notamment  interprété la voix du méchant Xaldin, un membre de l’Organisation XIII dans Kingdom Hearts II et Kingdom Hearts 358/2 Days, ainsi que son être original plus bienveillant, Dilan, dans Kingdom Hearts : Birth by Sleep.
David Dayan Fisher est l'auteur d'un livre intitulé Puppy School.

## Biographie
David Dayan Fisher naît le 6 juin 1967 dans le nord de Londres. C'est là qu'il grandit. Il passe des années difficiles et enchaîne les petits jobs avant de découvrir sa vocation. Il prend des cours à la Central School of Speech and Drama de Londres puis à la Timber Theater Company de Highgate. Il suit également un perfectionnement dans l'interprétation de rôles dangereux à l'Actors Studio. Il commence en tant qu'acteur en 1995, à l'âge de 28 ans.

## Filmographie

### Courts métrages
- 2001 : The Last Post : le sergent

### Télévision
- 1998 : The Bill, épisodes Bang Bang, You're Dead et The Party's Over : Michael Sowerby
- 2000 : The Bill, épisodes Lullaby part 2 et Lullaby part 3 : Raz
- 2002 : Los Angeles : Division homicide, épisode Le Prix d'une vie : Berman
- 2004 : Les Aventures de Flynn Carson : Le Mystère de la lance sacrée : Rhodes
- 2005 : Charmed, épisode  L'Antidote : Margoyle
- 2005 : Numb3ers, épisode  Trafic d'organes : Michael Tolchuck
- 2006 : 24 heures chrono, épisodes  8h00 - 9h00 ;   9h00 - 10h00 ;  10h00 - 11h00 : Anton Beresch
- 2006 : Stargate Atlantis,  épisode  Les jeux sont faits : Baden
- 2006 - 2015 : NCIS : Enquêtes spéciales, 14 épisodes : agent de la CIA Trent Kort
- 2007 : Tout le monde déteste Chris, épisode  Tout le monde déteste le nouveau : Devil
- 2008 : Menace sur Washington (Depth Charge) : Garrett
- 2009 : Medium, épisode  Don du sang. Groupe B : Jonathan Thigpen
- 2010 : Bailey et Stark, épisode Au rattrapage : Mikkel
- 2010 : NCIS : Los Angeles, épisode   Callen, G. : agent de la CIA Trent Kort
- 2011 : Burn Notice, épisode  L'Île de tous les dangers : Miles Vanderwall
- 2011 : Sam Axe : La Dernière Mission : Miles Vanderwall
- 2015 : Rush Hour, épisode   Le boum de l'immobilier : Troy Novaçek : Troy Novaçek
- 2019 : Knightfall, épisode Égaux devant Dieu : Sir Alain

### Cinéma
- 2004 : Benjamin Gates et le Trésor des Templiers : Shaw
- 2007 : Redline : Le Parrain
- 2009 : Don't Look Up : Wadim
- 2012 :The Dark Knight Rises (L'Ascension du Chevalier Noir) : un mercenaire de Bane
- 2015 : Everlasting (en) : Maurice
- 2016 : Like Lambs (en) : M. Drummond

### Jeux vidéo
- Kingdom Hearts II (2005) : Xaldin
- Kingdom Hearts II Final Mix (2005) : Xaldin
- Kingdom Hearts 358/2 Days (2009) : Xaldin
- Kingdom Hearts : Birth by Sleep (2010) : Dilan